# Raffi Ahmad
Raffi Farid Ahmad (ur. 17 lutego 1987 w Bandungu) – indonezyjski aktor, prezenter i piosenkarz.

## Życiorys
Jest najstarszym z trzech braci. Wystąpił w wielu telenowelach, filmach telewizyjnych i fabularnych. Rozpoczął swoją karierę w roli drugoplanowej w operze mydlanej One Star Point. W 2006 roku został wybrany do grupy wokalnej BBB, gdzie nagrał pierwszy singiel, a następnie zagrał w filmie No Ordinary Stars (reż. Lasja Fauzia).

## Single
- Let's Dance Together
- Bukan Bintang Biasa
- Jangan Bilang Tidak
- Tergila-Gila
- Putus Nyambung
- Johan (Jodoh Di Tangan Tuhan)
- 50 Tahun Lagi
- Cinta Ini
- 1,2,3
- CH2 (Cinta Hati-Hati)
- Air Dan Api
- Bukan Rama Shinta
- Kamulah Takdirku (wraz z: Nagita Slavina)
- Masih (wraz z: Nagita Slavina)
- Terbaik Untukmu (cover TIC band)
- Let’s Talk About Love (wraz z: Nagita Slavina)
- Jika (wraz z: Nagita Slavina)
- Menikahimu (wraz z: Nagita Slavina)
- Lepaskan Saja
- Pesawat Terbang
- Penerus Darahku
- Buka Puasa (wraz z: Nagita Slavina)
- Mati Bersamamu (wraz z: Nagita Slavina)
- Takdir Manusia (wraz z: Nagita Slavina)
- Heey Yoo Rafathar (wraz z: Nagita Slavina)

## Filmografia
- Ada Hantu di Sekolah
- Me vs High Heels
- Panggil Namaku Tiga Kali
- Bukan Bintang Biasa
- Love is Cinta
- 40 Hari Bangkitnya Pocong
- Liar
- Asoy Geboy
- Barbie
- Virgin 3
- Moi love you
- Get Married 3
- Pocong Kesetanan
- Olga & Billy Lost in Singapore
- Mencari Dory
- Rafathar (film 2017)
- The Secret: Suster Ngesot Urban Legend (film 2018)